# 중국국제항공 카고
중국국제항공 카고(중국어: 中国国际货运航空有限公司)는 중화인민공화국의 화물 항공사로 총 36개 노선을 취항하고 있다. 본사는 중화인민공화국 베이징에 위치해 있으며 또한 사용하고 있는 허브 공항으로 상하이 푸둥 국제공항, 베이징 서우두 국제공항, 광저우 바이윈 국제공항이 있으며 계열사는 중화인민공화국의 항공사인 중국국제항공이 있다.

## 역사
2003년 12월 12일에 설립하여 2003년에 최초로 취항했다. 설립 당시 중국국제항공(51%)이 소유되고 이 밖에 CITIC 태평양(25%)과 베이징 서우두 국제공항(24%)이 지분을 보유하고 있다. 2007년 3월 기준으로 1818명의 직원을 보유하고 있다. 2011년 5월 중국국제항공과 캐세이퍼시픽 항공은 화물 사업 통합을 발표했다.

## 운항 노선
- 2015년 8월 현재 중국국제항공 카고는 다음과 같은 노선을 취항하고 있다.

## 보유 기종
- 2015년 7월 기준으로 중국국제항공 카고는 다음과 같은 기종을 보유하고 있으며 평균 기령은 11.6년이다.[3][4]

## 사건 및 사고
- 1999년 4월 1일 시카고 오헤어 국제공항에서 이륙하던 대한항공 036편 보잉 747-4B5(HL7493)이 관제사의 말을 알아듣지 못한 중국국제항공 카고 9018편 보잉 747-2J6F 화물기와 활주로에서 충돌할 뻔한 사고가 일어났었다.

## 사진

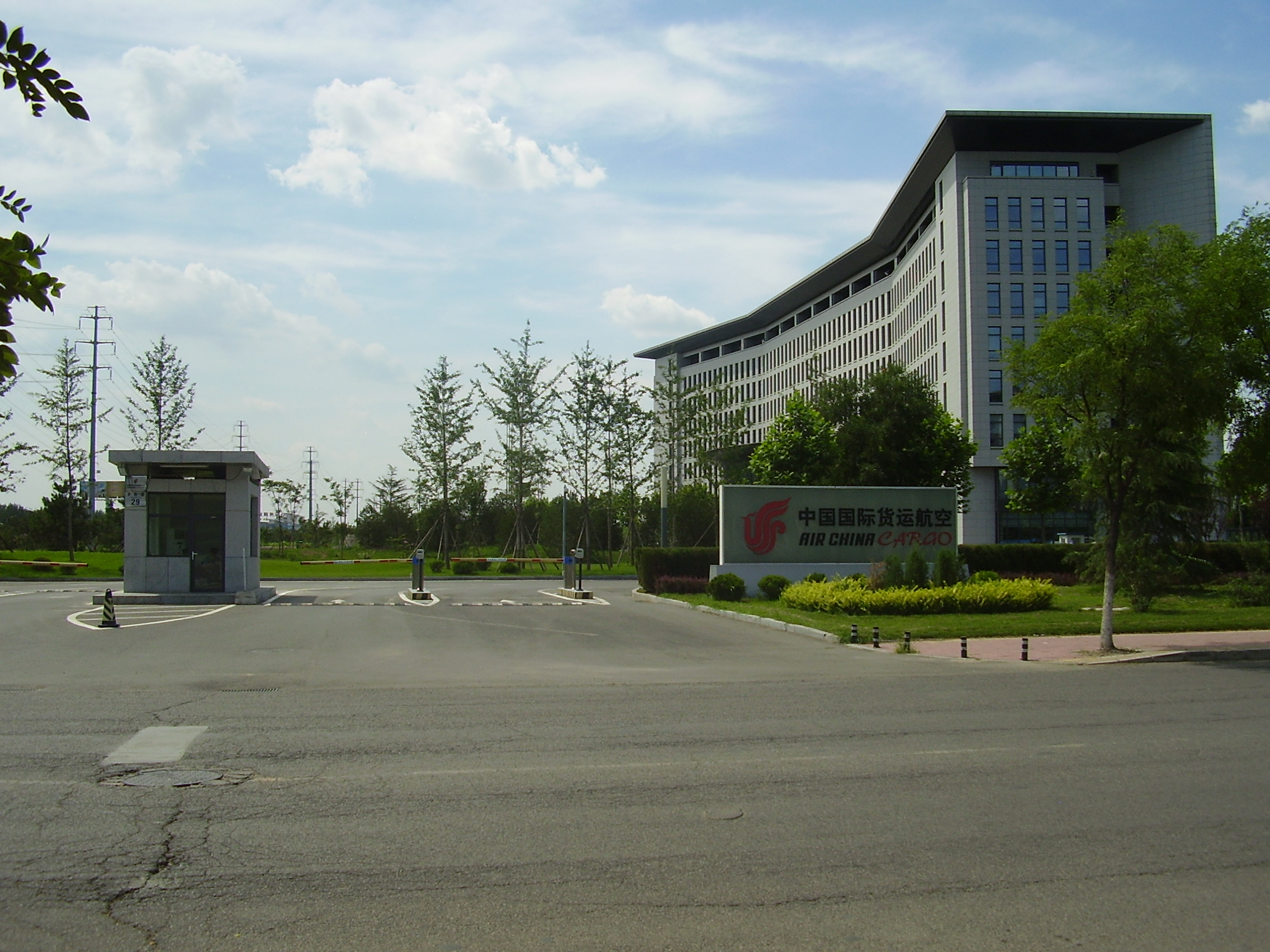
중국국제항공 카고 본사 전경
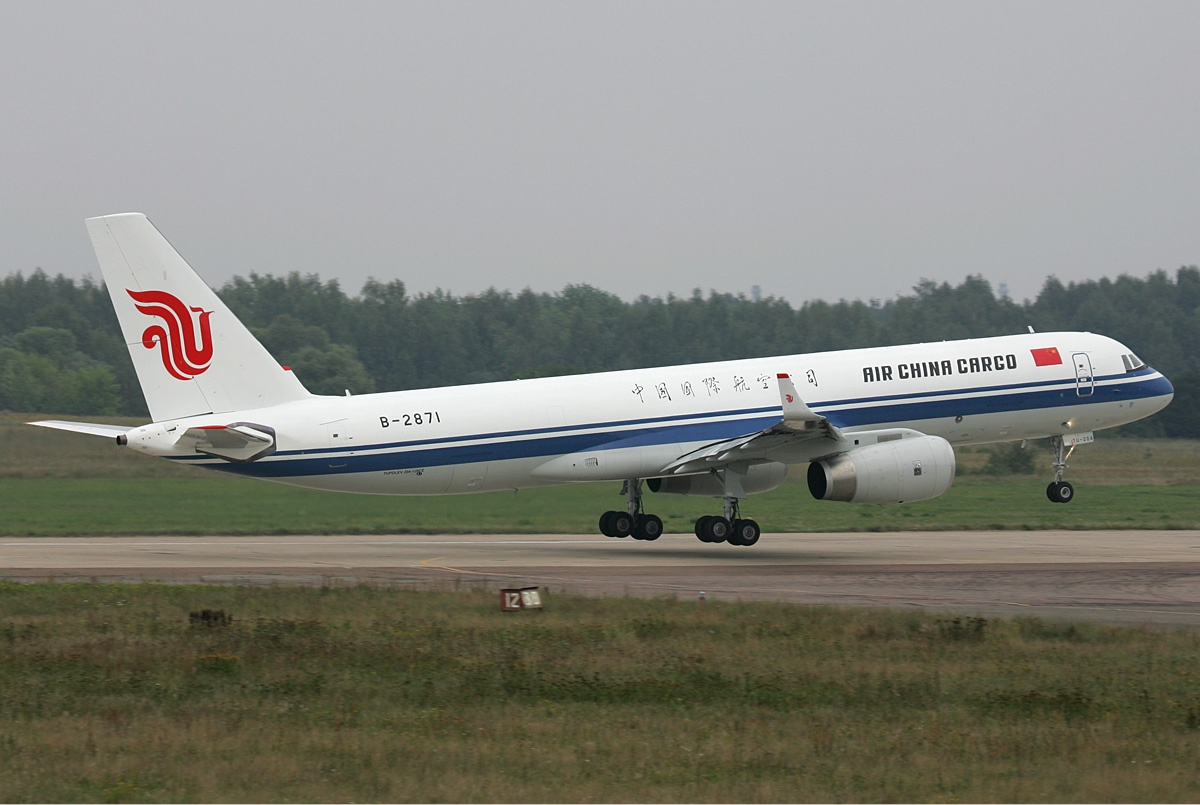
중국국제항공 카고의 투폴레프 Tu-204-120F
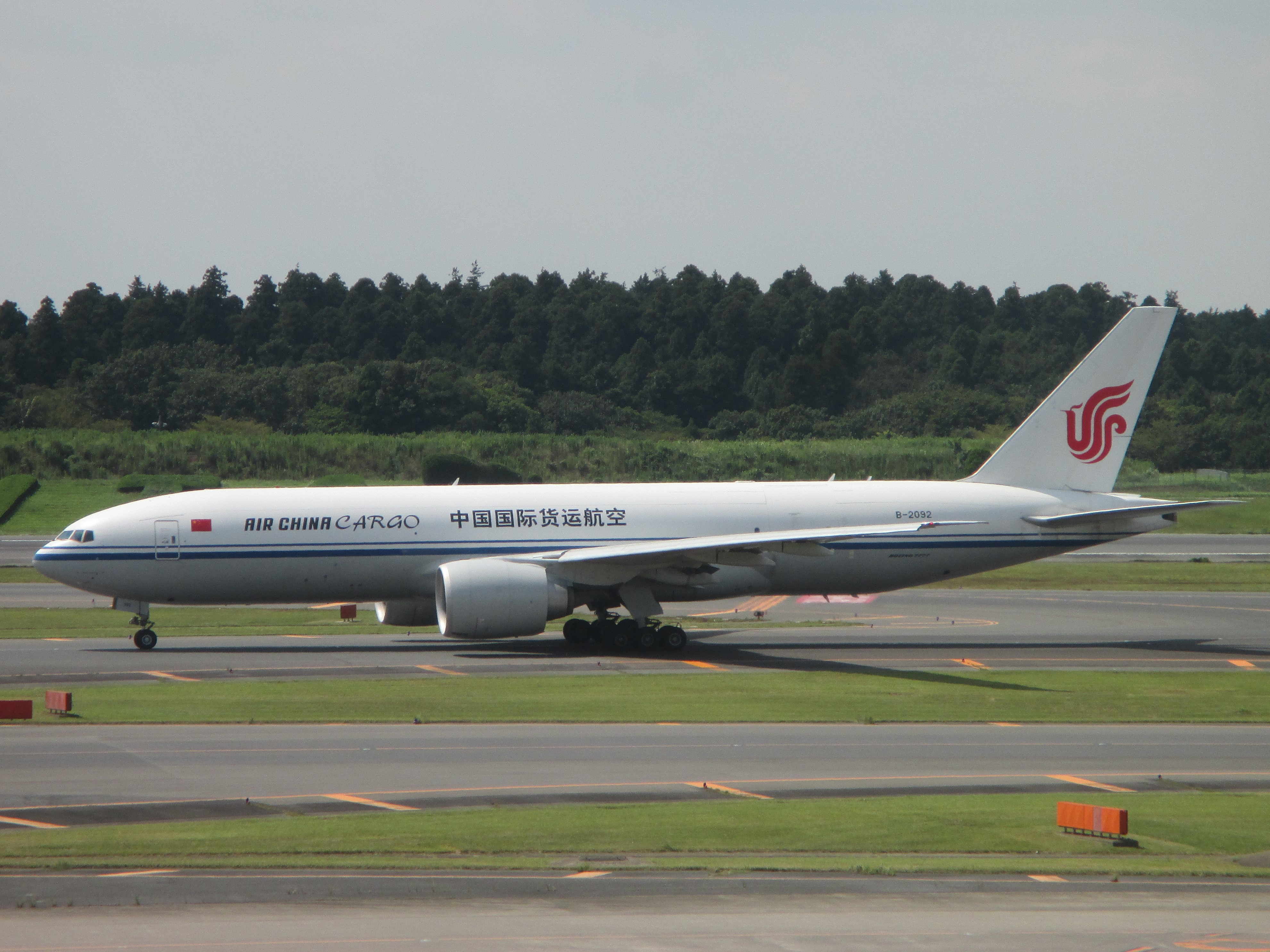

## 같이 보기
- 중국국제항공